# Walther Hahm
Walther Hahm, nemški general, * 21. december 1894, † 11. avgust 1951.